# Río Yaguas
Der Río Yaguas, im Oberlauf: Río Yahuillo, ist ein etwa 430 km langer rechter Nebenfluss des Río Putumayo im Nordosten von Peru in der Provinz Putumayo der Region Loreto. Das Einzugsgebiet oberhalb Flusskilometer 170 bildet den Nationalpark Yaguas.

## Flusslauf
Der Río Yaguas entspringt im äußersten Westen des Distrikts Yaguas auf einer Höhe von etwa 150 m. Er durchquert den Distrikt in östlicher Richtung und weist auf seiner gesamten Länge ein stark mäandrierendes Verhalten mit zahlreichen Flussschlingen und Altarmen auf. Auf den letzten 4 Kilometern bildet der Fluss die Grenze zum weiter östlich gelegenen Kolumbien. Die Mündung liegt auf einer Höhe von etwa 66 m. Die einzige größere Ortschaft am Flusslauf ist El Alamo, 5 km oberhalb der Mündung.

## Putumayo-Flussarme
Die Quebrada Agua Negra (agua negra span. für „schwarzes Wasser“) ist ein 50 km langer rechter Flussarm des Río Putumayo. Er zweigt  gegenüber der Flussinsel Isla Haucamayo ab. Er  
fließt anfangs 12 km nach Süden, anschließend fließt er in überwiegend ostsüdöstlicher Richtung. Schließlich trifft die Quebrada Agua Negra auf den nach Osten strömenden Río Yaguas , 53 km oberhalb dessen Mündung in den Río Putumayo.
Der Canal Chicle ist ein weiterer rechter Flussarm des Río Putumayo , der auf den Unterlauf des Río Yaguas trifft . Der 8 km lange Flussarm vereinigt sich mit dem Río Yaguas 14 km oberhalb dessen Mündung in den Río Putumayo.

## Einzugsgebiet
Der Río Yaguas entwässert eine Fläche von ungefähr 10.300 km². Das Einzugsgebiet des Río Yaguas erstreckt sich über einen Großteil des Distrikts Yaguas. Es grenzt im Norden an das Einzugsgebiet des oberstrom gelegenen Río Putumayo, im Nordwesten an die Einzugsgebiete von Quebrada Mutún und Río Algodón, im Südwesten an die Einzugsgebiete von Río Ampiyacu und Río Shishita, im zentralen Süden an das des Río Atacuari sowie im Südosten an das des Río Cotuhe.